# Barry Sanders (Footballspieler)
Barry Sanders (* 16. Juli 1968 in Wichita, Kansas) ist ein ehemaliger US-amerikanischer American-Football-Spieler, auf der Position des Runningbacks. Sanders spielte zehn Jahre in der National Football League (NFL) für die Detroit Lions.

## College
Seine College-Zeit verbrachte Sanders an der Oklahoma State University, wo er für deren Footballteam, die Cowboys, College Football spielte und 1988 die Heisman Trophy als bester College-Football-Spieler gewann. In diesem Jahr stellte er mit 2.628 Yards den Rekord für die meisten erlaufenen Yards in einer Saison auf.

## National Football League
Sanders wurde 1989 in der ersten Runde des NFL Drafts von den Detroit Lions ausgewählt. 1997 wurde er, zusammen mit Brett Favre, als wertvollste Spieler der Saison mit dem NFL Most Valuable Player Award (MVP) ausgezeichnet. Er schaffte es 1997 als dritter Runningback in der Geschichte der NFL, in einer Saison mehr als 2.000 Yards zu erlaufen (2.053 Yards). Barry Sanders spielte zehn Jahre in der NFL und erreichte dabei in jeder Saison über 1.000 Yards, was neben ihm nur Curtis Martin in dessen ersten zehn Spielzeiten gelang. Außerdem wurde er in zehn Pro Bowls berufen.
Barry Sanders beendete seine Karriere 1998 bei den Detroit Lions. Er belegte zum damaligen Zeitpunkt mit 15.269 erlaufenen Yards den 2. Platz in der ewigen Bestenliste der NFL. Er ist Mitglied im National Football League 1990s All-Decade Team und war in seiner ersten Saison NFL Rookie of the Year. 1988 erhielt er den Walter Camp Award, sowie 1991 und 1997 den Bert Bell Award. Außerdem wurde er in die College Football Hall of Fame, 2004 in die Pro Football Hall of Fame und 2005 in die Oklahoma Sports Hall of Fame aufgenommen.

## Nach der Sportlerkarriere
In Erinnerung an 150 Jahre College-Football wurde Sanders in der Halbzeitpause des CFP National Championship Game am 13. Januar 2020 zum neuntbesten College-Footballspieler aller Zeiten gekoren.
Seit Anfang 2021 ist Sanders Markenbotschafter der US-Wettmarke BetMGM.